# 刘国周
刘国周（1971年12月—），男，汉族，河北邢台人，中共党员。中华人民共和国政治人物。

## 生平

### 北京市
刘国周有警務、政法工作經驗，曾仼北京市公安局铁道建筑公安局副局长、北京市公安局副局长。
2017年6月，刘国周出任北京市西城区政府副区长、市公安局西城分局党委书记、局长。
2019年7月，刘国周任北京市公安局党委委员、副局长。

### 广东省
2020年8月，南下出任深圳市人民政府副市长兼深圳市公安局局长、市委政法委第一副書記。
2023年7月，仼廣東省公安厅党委书记、厅长、督察长。2023年12月，出任广东省人民政府副省长。